# Ogg Squish
Squish – pierwszy, bezstratny kodek dźwięku z rodziny Ogg, obecnie całkowicie zastąpiony przez lepszy format kompresji FLAC. W związku z posiadaniem praw do nazwy przez kogoś innego, Squish był ostatecznie przemianowany na Ogg Squish.